# EHF-Pokal 1993/94
Am EHF-Pokal 1993/94 nahmen 31 Handball-Vereinsmannschaften teil, die sich in der vorangegangenen Saison in ihren Heimatligen für den Wettbewerb qualifiziert hatten. Es war die 13. Austragung des EHF-Pokals bzw. des IHF-Pokals und die erste unter der neuen Bezeichnung. Der Titelverteidiger war TEKA Santander. Die Pokalspiele begannen am 25. September 1993, das zweite Finalspiel fand am 30. April 1994 statt. Im Finale konnte sich CB Alzira gegen HC Linz AG durchsetzen.

## Modus
Alle Runden inklusive des Finals wurden im K.-o.-System mit Hin- und Rückspiel durchgeführt. Der Wettbewerb startete mit den Sechzehntelfinale mit allerdings nur 15 Spielen. TV Niederwürzbach zog durch Freilos in das Achtelfinale ein.

## Sechzehntelfinals
|                     | Gesamt  |                               | Hinspiel | Rückspiel |
| ------------------- | ------- | ----------------------------- | -------- | --------- |
| IFK Skövde HK       | 41:38   | HK Dia Riga                   | 19:18    | 22:20     |
| Steaua Bukarest     | 56:34   | HC Berchem                    | 29:19    | 27:15     |
| HC Linz AG          | 56:30   | Beşiktaş Istanbul             | 24:9     | 32:21     |
| ZSKA Moskau         | 48:28   | Ortigia Siracusa              | 27:16    | 21:12     |
| CBM Alzira          | 50:41   | Dukla Prag                    | 31:20    | 19:21     |
| Montpellier HB      | 68:35   | HC Mamuli Tbilisi             | 35:17    | 33:18     |
| Elgorriaga Bidasoa  | 38:35   | Kadetten Schaffhausen         | 22:18    | 16:17     |
| Belenenses Lissabon | 34:58   | Pestszentlörinc Elektromos SE | 18:29    | 16:29     |
| Virum Sorgenfri     | 40:42   | Íþróttafélag Reykjavíkur      | 21:19    | 19:23     |
| Sporting Neerpelt   | 35:35 * | RK Siscia Sisak               | 17:22    | 18:13     |
| AEL Limassol        | 20:0    | Viimsi Tallinn                | 10:0     | 10:0      |
| AS Filippos Verias  | 41:44   | SKA Kiew                      | 22:21    | 19:23     |
| RK Prilep           | 38:41   | Jadran Kozina                 | 22:21    | 16:20     |
| E&O Emmen           | 45:46   | ŠKP Bratislava                | 21:23    | 24:23     |
| IF Urædd Porsgrunn  | 42:57   | Wisla Plock                   | 24:23    | 18:34     |

## Achtelfinals
|                               | Gesamt |                    | Hinspiel | Rückspiel |
| ----------------------------- | ------ | ------------------ | -------- | --------- |
| ŠKP Bratislava                | 47:52  | Steaua Bukarest    | 25:22    | 22:30     |
| AEL Limassol                  | 0:20   | HC Linz AG         | 0:10     | 0:10      |
| Wisla Plock                   | 48:46  | IFK Skövde HK      | 26:22    | 22:24     |
| Jadran Kozina                 | 43:64  | TV Niederwürzbach  | 22:25    | 21:39     |
| Íþróttafélag Reykjavíkur      | 30:51  | Elgorriaga Bidasoa | 11:28    | 19:23     |
| RK Siscia Sisak               | 37:61  | CBM Alzira         | 20:30    | 17:31     |
| Pestszentlörinc Elektromos SE | 37:34  | Montpellier HB     | 19:17    | 18:17     |
| SKA Kiew                      | 38:37  | ZSKA Moskau        | 21:16    | 17:21     |

## Viertelfinals
|                               | Gesamt |                   | Hinspiel | Rückspiel |
| ----------------------------- | ------ | ----------------- | -------- | --------- |
| Pestszentlörinc Elektromos SE | 42:46  | HC Linz AG        | 23:22    | 19:24     |
| SKA Kiew                      | 38:51  | Steaua Bukarest   | 23:23    | 15:28     |
| Wisla Plock                   | 48:52  | CBM Alzira        | 24:22    | 24:30     |
| Elgorriaga Bidasoa            | 51:43  | TV Niederwürzbach | 25:20    | 26:23     |

## Halbfinals
|                    | Gesamt |            | Hinspiel | Rückspiel |
| ------------------ | ------ | ---------- | -------- | --------- |
| Steaua Bukarest    | 44:59  | HC Linz AG | 23:38    | 21:21     |
| Elgorriaga Bidasoa | 38:44  | CBM Alzira | 18:18    | 20:26     |

## Finale
Das Hinspiel in Alzira fand am 23. April 1994 statt und das Rückspiel in Linz am 30. April 1994.
|                   | Gesamt |            | Hinspiel | Rückspiel |
| ----------------- | ------ | ---------- | -------- | --------- |
| CB Alzira Avidesa | 44:41  | HC Linz AG | 23:19    | 21:22     |